# Wenau
Wenau est un quartier (Ortsteil) de la commune allemande de Langerwehe, dans l'arrondissement de Düren (Kreis Düren) en Rhénanie du Nord-Westphalie.
Wenau a été rattaché en 1972 à Langerwehe dont il forme la plus petite entité.

## Histoire
De 1794 à 1815, Wenau était rattaché à la mairie de Heistern dans le canton d'Eschweiler du département de la Roer avant d'être érigé en commune de l'arrondissement de Düren. En 1932, en même temps que le village de Hamich (de), Wenau a constitué l'Amt de Langerwehe.
Le 1er janvier 1972, Wenau a été incorporé dans la commune de Langerwehe.

## Sites à Wenau

### AbbayeSt. Katharina
Une abbaye prémontrée a été fondée en 1122 par les chanoines de l'abbaye de Floreffe. L'abbaye est dissoute en 1802 et les bâtiments loués au dernier prieur, Lambert Severin. À proximité de l'église de l'ancien monastère, devenue l'église paroissiale St. Katharina (de), se dresse la chapelle Saint-Roch.